# Fuji (almafajta)
A Fuji alma a Tohoku Kutatóállomásban lett kifejlesztve Japánban az 1930-as évek vége felé. A piacra 1962-ben került. Eredetét tekintve, két amerikai almafajtából származik. A US Apple Association weboldala alapján, egyike a kilenc legnépszerűbb almafajtának. Az alma neve a város nevének első feléből származik ahol azt kifejlesztették: Fujisaki.

## Áttekintés
A Fuji alma nagyjából kerek, átlagosan 75 milliméter (3,0 in) átmérőjű. 9-11 tömegszázalék cukrot tartalmaz. Sűrű húsa édesebb és ropogósabb, mint sok más almafajtáé, így világszerte népszerű a fogyasztók körében. A Fuji almának hosszú az eltarthatósága a többi almához képest, még hűtés nélkül is. Hűtve akár még egy évig is friss marad. 
Japánban a Fuji alma továbbra is legkeresettebb. A japán fogyasztók a Fuji alma ropogóssát és édességét részesítik előnyben, szinte kizárva más fajtákat.  Az Aomori prefektúra, ahol a Fuji alma található, Japán legismertebb almatermesztő régiója. Az évente megtermelt, nagyjából 900 000 tonna japán almából 500 000 tonna Aomoriból származik.
Japánon kívül a Fuji alma népszerűsége tovább növekszik. 2016-ban és 2017-ben a Fuji alma a kínai 43 millió tonna össztermés közel 70%-át tette ki.  Az 1980-as években történt amerikai piacra lépésük óta a Fuji alma népszerűvé vált az amerikai fogyasztók körében – 2016-ban a Fuji alma a 3. helyet foglalta el az US Apple Association legnépszerűbb almalistáján, csak a Red Delicious és a Gala után.  A Fuji almát olyan hagyományos almatermesztő államokban termesztik, mint Washington, Michigan, Pennsylvania, New York és Kalifornia. Washington államban, ahol Amerika almatermésének több mint felét termesztik, évente körülbelül 135000 tonna Fuji almát termelnek, ami mennyiségben a harmadik a Red Delicious és a Gala fajták mögött. 

## Fordítás
Ez a szócikk részben vagy egészben  a   Fuji (apple) című angol Wikipédia-szócikk ezen változatának fordításán alapul.  Az eredeti cikk szerkesztőit annak laptörténete sorolja fel. Ez a jelzés csupán a megfogalmazás eredetét és a szerzői jogokat jelzi, nem szolgál a cikkben szereplő információk forrásmegjelöléseként.